# Plaza de toros de las Virtudes
La plaza de toros de las Virtudes es un coso cuadrado situado en el municipio de Santa Cruz de Mudela (Ciudad Real, Castilla-La Mancha, España) construida en el año 1641, aunque está en uso desde 1650.
Junto con la ermita anexa a ella fue declarada monumento histórico artístico en el año 1981 por Real Decreto 1443/1981. Forma parte desde 2001 de la Unión de Plazas de Toros Históricas, asociación de la que es miembro constitutivo.